# Hitomi wo Tojite Emelia
Hitomi wo Tojite Emelia é um single de Hironobu Kageyama. Foi lançado em 21 de março de 1993 pela Sixty Records, uma subsidiária da Lantis, e possui três faixas.

## Produção
A composição da faixa-título ficou sob a tutela de Hideya Nakazaki, renomado artista da música do Japão, tendo composto incontáveis obras para diferentes artistas.
Já as letras ficaram a cargo de Goro Matsui, que tem uma longeva carreira na indústria fonográfica japonesa. Ele e Kageyama trabalhariam juntos em diferentes projetos por mais quatro anos, como no single "IT WAS 30 YEARS AGO".
O lado B, "Gypsy", é uma regravação da música homônima da antiga banda de Kageyama, AIRBLANCA. Seu companheiro de longa data e da sua também banda, LAZY, Shunji Inoue, fez o arranjo da canção.

## Legado
Em 2023, em seu tradicional show de aniversário, Kageyama cantou "Hitomi wo Tojite Emelia".

## Faixas
| N.º            | Título                                       | Letras         | Música          | Arranjo        | Duração |  |
| 1.             | "Hitomi wo Tojite Emilia"                    | Goro Matsui    | Hideya Nakazaki | H. Nakazaki    | 4:02    |  |
| 2.             | "Gypsy"                                      | H. Kageyama    | H. Kageyama     | Shunji Inoue   | 5:10    |  |
| 3.             | "Hitomi wo Tojite Emilia (Original Karaoke)" |                |                 |                | 4:00    |  |
| Duração total: | Duração total:                               | Duração total: | Duração total:  | Duração total: | 13:12   |  |

## Créditos
Fonte:
Composição: Hideya Nakazaki e Hironobu Kageyama
Letras: Goro Matsui e Hironobu Kageyama
Arranjo: Hideya Nakazaki e Shunji Inoue
Direção de arte, design e fotografia: Sumio Takeda
Assessor visual: Michitaka Kikkuchi
Estilista: Takehito Chiba
Figurino: Shimokitazawa Chicago
Produção: Shunji Inoue
Co-produção: Kazuo Makita

Produção executiva: Akihiro Mino